# Піразолін
Піразолін (4,5-дигідропіразол) — гетероциклічна хімічна сполука з формулою C3H6N2.
Молекулярна маса — 70,09. Безбарвна. Температура кипіння 144° за Цельсієм.
Добре розчиняється у воді і спирті й легко окислюється в піразол, хоча як сполука піразолін сильніша за останню.
Похідні піразоліну (фенілбутазон, метамізол) отримують методами, що спільні для створення піразольної системи.